# Clitellaria nigra
Clitellaria nigra är en tvåvingeart som beskrevs av Yang och Akira Nagatomi 1992. Clitellaria nigra ingår i släktet Clitellaria och familjen vapenflugor. Inga underarter finns listade i Catalogue of Life.